# Photikéi Szent Diadokhosz
Photikéi Szent Diadokhosz (ógörögül: Διάδοχος Φωτικής, latinul: Diadochus Photicus), (400 körül – 474) az epiruszi Photiké püspöke, egyházi író.

## Művei
- Kepszalaia gnósztikhá (lat. Capita centum de perfectione spirituali, magy. 'Száz bölcs mondás a lelki tökéletességről') című műve az aszkétika és a misztika történetének tanulmányozása szempontjából bír jelentőséggel.[2] Rövid, tömör kifejezésmódját nagyra értékelték az ortodox kereszténység egyház kolostoraiban. Misztikus lendülete ellenére írása nagyon világos. A messaliánusok ellenfeleként hangsúlyozta az akarat szabadságát és erejét, anélkül azonban, hogy gyengítette volna a kegyelem közreműködését.[3]
- Látomás. Párbeszédes formában megírt műve Isten látásával foglalkozik.[4]

## Idézetek
- „Merüljetek el a hit széles tengerében, amikor zúgnak a hullámai, de elmélkedjetek róla a teljes szélcsend idején is. A hit mélysége olyan, mint a feledés folyója, amelyben elfelejti az ember bűneit, és semmiféle helytelen gondolat nem zavarja.”
- „Isten harcosának állandóan ébren kell tartania értelmét, hogy lelke megkülönböztethesse a gondolatokat, amelyek irányítják. A jó és Istentől származó gondolatokat megőrzi emlékezetének kincsestárában, a rosszakat és az ördögtől származókat pedig kiűzi.”
- „Ha érzelmünk kincseskamráját nem a Szentlélek tölti meg erejével, akkor minden képességünkkel sem ízlelhetjük meg azt kimondhatatlan boldogsággal.”
- „Ha izgalom zavarja a lelket, akkor örömmámor felhője takarja el, vagy ha egészségtelen szomorúság kínját érzi, akkor az értelem képtelen arra, hogy az Úr Jézus jelenlétére gondoljon, bármennyire is készteti rá az ember. Ha a szenvedélyek hatalma egészen elsötétítette, eltávolodik saját értelmétől.”
- „Ha télen kora reggel Kelet felé fordulunk tekintetünkkel a sík mezőn, akkor csak testünknek első felét melegíti fel a nap és a hátunk hideg marad, mert a napsugár nem függőlegesen ér bennünket. Éppen így vannak azok is, akikben a Szentlélek még csak most kezd működni, és szívüket a szent kegyelem csak részben melegítette át. Ez abból fakad, hogy a lélek a lelki gondolatok gyümölcséért fáradozik, alsóbb képességei azonban testét követve vágyakoznak. Mivel még nem árasztotta el a kegyelem szent fénye a szív egész területét, s nem hatolt le a mélyére, s ennek következtében még nem érezhető, ezért jönnek a lélekre egyszerre a jó és a rossz gondolatok. Ugyanaz történik, mint a fenti példában, ha egyszerre érezzük a hideg borzongását és a meleg kellemességét. Attól a naptól fogva, amelyen az értelem e kettős ismeret birtokába jutott, egyszerre jó és rossz gondolatokat kell elviselnie.”